# Erpis pacificalis
Erpis pacificalis là một loài bướm đêm trong họ Crambidae.